# Barrow (Lancashire)
Pour les articles homonymes, voir Barrow.
Barrow est un village et une paroisse civile du Lancashire, en Angleterre.